# Lédignan
Lédignan település Franciaországban, Gard megyében. Lakosainak száma 1520 fő (2022. január 1.). Lédignan Massanes, Aigremont, Cardet, Cassagnoles, Saint-Bénézet és Saint-Jean-de-Serres községekkel határos.

## Népesség
A település népességének változása:
| Lakosok száma | 752  | 815  | 850  | 1236 | 1431 | 1430 | 1462 | 1481 | 1491 | 1520 |
|               | 1968 | 1982 | 1990 | 2006 | 2013 | 2015 | 2017 | 2019 | 2020 | 2022 |